# Xia Chang

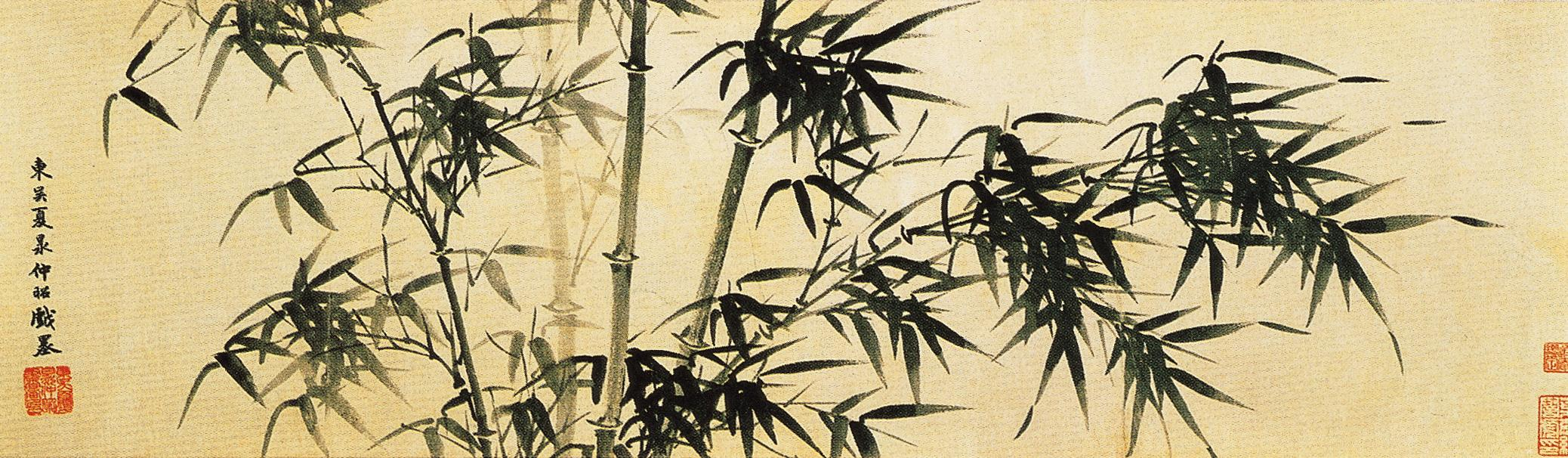
Vent al riu Qi

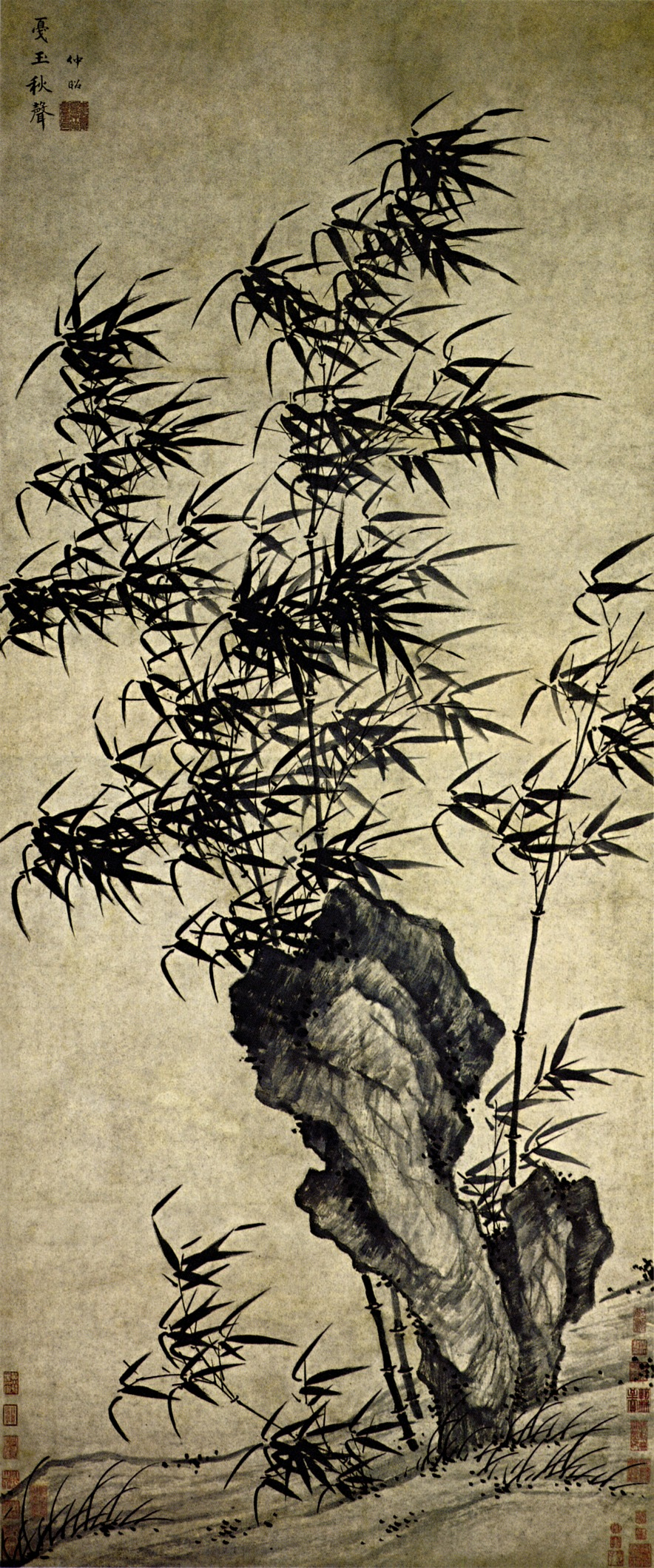
Colpejant jade, so de tardor

Xia Chang (xinès: 夏昶; pinyin: Xià Chǎng), conegut també com a Zhongzhao i Yufeng, fou un pintor i cal·lígraf xinès que va viure sota la dinastia Ming. Va néixer a Kunshan, província de Jiangsu, vers l'any 1388 i va morir el 1470. Va ser funcionari de l'Administració imperial i va obtenir el grau “jinshi”.
Es va especialitzar en pintures de bambús (símbol d'integritat i fortalesa d'ànim), influït en l'estil de Wang Fu. Pintava amb pinzellades enèrgiques però gràcils. Entre les seves obres destaquen Bambús al llarg d'un riu. Pluja primaverenca sobre bambús del riu i Deessa Guanyin. Es troben pintures seves a l'Acadèmia d'Art de Honolulu, a l'Art Institute de Chicago, a la Freer Gallery of Art de Washington, al Museu de Belles Arts de Boston, al Museu Nacional del Palau de Taipei, al Museu del Palau de Pequín, a la Nelson Gallery of Art de Kansas i al Museu de Xangai.